# Башбуляк
Башбуля́к (рос. Башбуляк, башк. Башбүләк) — присілок у складі Благоварського району Башкортостану, Росія. Входить до складу Балишлинської сільської ради.
Населення — 10 осіб (2010; 13 в 2002).
Національний склад:
- башкири — 100 %